# آن جکسون
آن جین جکسون (انگلیسی: Anna Jane Jackson؛ زادهٔ ۳ سپتامبر ۱۹۲۵ – درگذشتهٔ ۱۲ آوریل ۲۰۱۶) یک بازیگر سینما، هنرپیشه، و تهیه‌کننده اهل ایالات متحده آمریکا بود. وی بین سال‌های ۱۹۴۵ تا ۲۰۰۲ میلادی فعالیت می‌کرد.

## بخشی از فیلمشناسی
| سال  | عنوان   | نقش           |
| ---- | ------- | ------------- |
| ۱۹۷۰ | زیگ‌زاگ  | Jean Cameron  |
| ۱۹۷۶ | استقلال | Abigail Adams |
| ۱۹۸۰ | درخشش   | Doctor        |

## درگذشت
جکسون در 12 آوریل 2016 در سن 90 سالگی در خانه خود در منهتن درگذشت.